# Erythrolamprus juliae
Espèce
Synonymes
- Aporophis juliae Cope, 1879
- Liophis juliae (Cope, 1879)
- Leimadophis mariae Barbour, 1914
- Liophis juliae mariae (Barbour, 1914)
- Dromicus juliae copeae Parker, 1936
- Liophis juliae copeae (Parker, 1936)

Erythrolamprus juliae  est une espèce de serpents de la famille des Dipsadidae.

## Répartition
Cette espèce est endémique des Petites Antilles. Elle se rencontre sur la Basse-Terre, la Grande-Terre et Marie-Galante en Guadeloupe et à la Dominique.

## Description
Ce serpent atteint environ 50 cm de longueur. Sa coloration typique est une base sombre, avec des flancs blanc ou jaunâtre, mais certains individus peuvent être uniformément noir.
Il se nourrit de petits animaux : lézards, amphibiens et insectes.

## Liste des sous-espèces
Selon The Reptile Database (7 août 2013) :
- Erythrolamprus juliae juliae (Cope, 1879) de la Dominique
- Erythrolamprus juliae copeae (Parker, 1936) de la Basse-Terre et de la Grande-Terre en Guadeloupe
- Erythrolamprus juliae mariae (Barbour, 1914) de Marie-Galante

## Étymologie
Cette espèce a été nommée par Edward Drinker Cope en l'honneur de sa fille Julia. La sous-espèce copeae en l'honneur de Edward Drinker Cope et la sous-espèce mariae en référence en référence au lieu de sa découverte Marie-Galante.

## Publications originales
- Barbour, 1914 : A contribution to the zoogeography of the West Indies, with special reference to amphibians and reptiles. Memoirs of the Museum of Comparative Zoölogy at Harvard College, vol. 44, no 2, p. 204-259 (texte intégral).
- Cope, 1879 : Eleventh contribution to the herpetology of tropical America. Proceedings of the American Philosophical Society, vol. 18, p. 261–277 (texte intégral).
- Parker, 1936 : Some extinct snakes of the West Indies. The Annals and Magazine of Natural History, sér. 10, vol. 18, p. 227-233.